# Franz Zistl
Franz Zistl  (* 20. Juni 1936 in München; † 28. April 2010 ebenda) war ein deutscher Anästhesist.

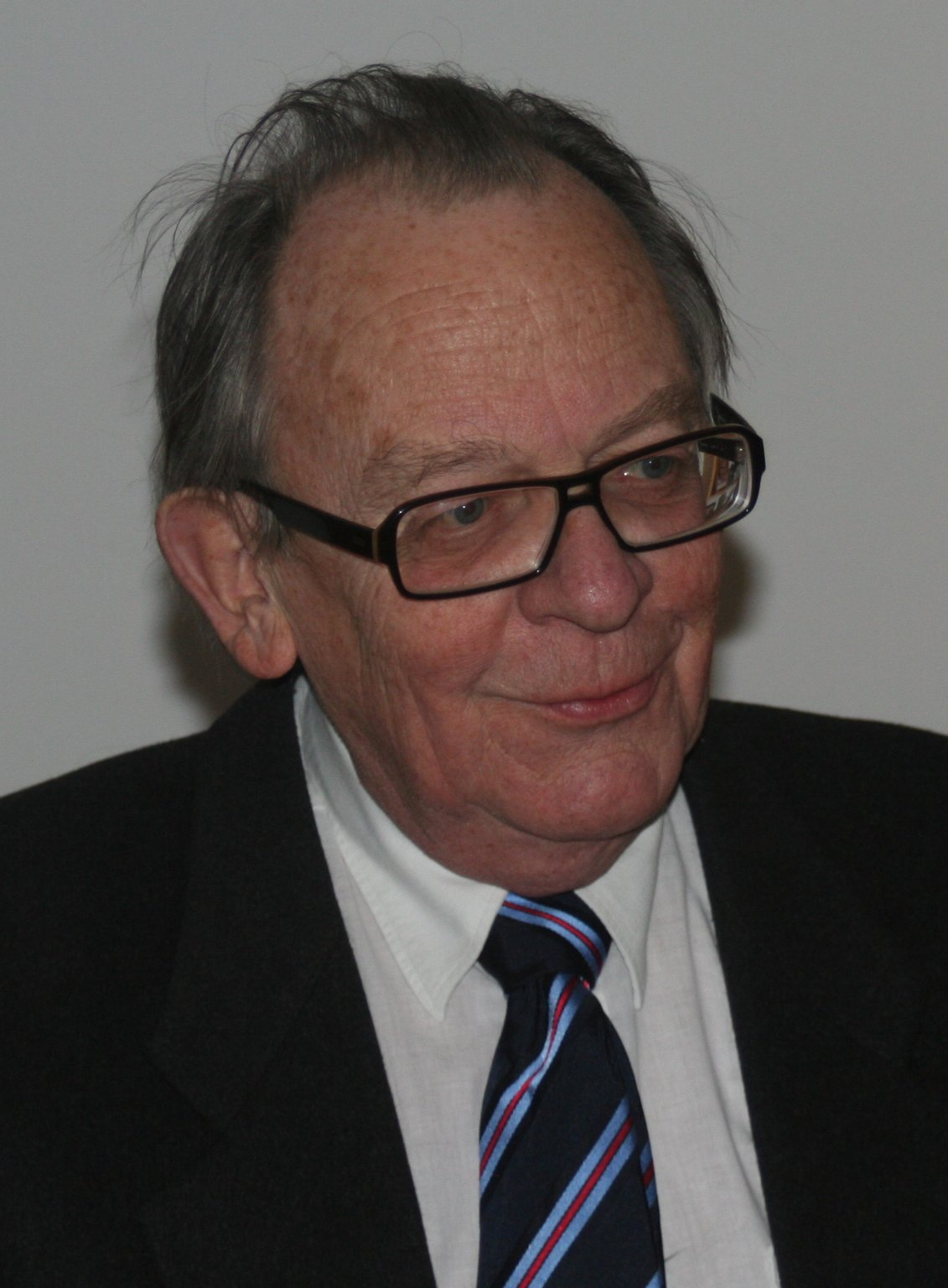
Franz Zistl

## Leben
Zistl wurde als dritter Sohn der Landärzte Franz Zistl und  Rosa Zistl geboren. Nach seiner Reifeprüfung am 26. Juni 1954 studierte er Medizin an der Universität München und an der Universität Wien. Zistl schloss sein Studium 1961 an der Universität München mit dem Staatsexamen ab.
Es folgte die Facharztausbildung für Anästhesie am Städtischen Kreiskrankenhaus rechts der Isar, die 1968 abgeschlossen wurde. Zistl promovierte 1969 an der Technischen Hochschule München.
Von 1970 bis zu seinem Ruhestand Ende Juni 2001 war Zistl als Chefarzt der Anästhesie-Abteilung des Kreiskrankenhauses Freising-Moosburg (heute Klinikum Freising) tätig.
Im Jahr 1971 initiierte Zistl zusammen mit Ärztekollegen und Mitarbeitern des Bayerischen Roten Kreuzes die Ausstattung eines großen Rettungswagens mit entsprechenden medizinischen Geräten.
Dies war ein Pilotprojekt im Rettungswesen, das später bayernweit übernommen wurde.
Es folgte 1973 der Aufbau einer eigenen Blutbank und eines eigenständigen Blutspendedienstes im Kreiskrankenhaus Freising und 1974 eine mit Spendengeldern finanzierte Dialysestation.
Für sein persönliches Engagement zum Wohle der Allgemeinheit erhielt er 2003 das Bundesverdienstkreuz am Bande.
Mit seiner Ehefrau Johanna hatte er zwei Kinder (Ulrich, * 25. September 1965 und Barbara, * 5. März 1967).

## Auszeichnungen
- 2003: Bundesverdienstkreuz (am Bande)